# Uretritis
La uretritis es una inflamación (irritación con hinchazón y presencia de células inmunes adicionales) de la uretra (el conducto por el que se elimina la orina del cuerpo) que puede continuar durante semanas o meses. También se la conoce con el nombre alternativo de síndrome uretral.

## Causas, incidencia y factores que inciden en la uretritis
Los principales síntomas de la uretritis: micción dolorosa y aumento de la frecuencia urinaria, son bastante comunes. Entre las personas que experimentan tales síntomas, del 50% al 75% tienen una infección bacteriana, por primera vez o recurrente, de la uretra o la vejiga (cistitis), hasta el 10% son mujeres con vaginitis y el resto son hombres o mujeres con síndrome uretral (con síntomas presentes sin evidencia de infección bacteriana).
Entre el grupo de posibles agentes causales se incluyen organismos que causan una variedad de enfermedades de transmisión sexual. Asimismo, las enfermedades de transmisión sexual como infección por Clamidia spp. y gonorrea pueden causar uretritis.
Otro organismo bacteriano común que puede ser responsables de esta enfermedad es la bacteria E. coli, responsable de las infecciones del tracto urinario. De igual manera, los productos comunes de higiene personal, especialmente los productos femeninos, pueden producir uretritis química crónica.